# Zone of the Enders: The 2nd Runner
Zone of the Enders: The 2nd Runner is een videospel voor het platform Sony PlayStation 2. Het spel werd uitgebracht in 2003. Het perspectief van het spel is in de derde persoon. In 2012 kwam het spel uit voor de PlayStation 3 en de Xbox 360 als onderdeel van de Zone of the Enders HD Collection.

## Ontvangst
Gewone versie
| Beoordeeld door        | Datum             | Score |
| ---------------------- | ----------------- | ----- |
| GameZone               | 2 april 2003      | 95%   |
| games xtreme           | 18 september 2003 | 93%   |
| Netjak                 | 29 januari 2004   | 88%   |
| Gamesmania             | 13 oktober 2003   | 86%   |
| Game Informer Magazine | mei 2003          | 85%   |
| GameSpot               | 11 maart 2003     | 85%   |
| Game Revolution        | maart 2003        | 83%   |
| Jeuxvideo.com          | 22 september 2003 | 80%   |
| Factornews             | 7 oktober 2003    | 80%   |
| GameSpy                | 22 maart 2003     | 77%   |

Special edition
| Beoordeeld door                     | Datum             | Score |
| ----------------------------------- | ----------------- | ----- |
| Gamesdog                            | 15 september 2003 | 90%   |
| Retrogaming.it                      | februari 2008     | 80%   |
| Eurogamer.net (GB)                  | 13 oktober 2003   | 80%   |
| PSW (Playstation World Magazine UK) | augustus 2003     | 80%   |
| Player1                             | oktober 2003      | 70%   |
| Super Play                          | augustus 2003     | 50%   |

## Trivia
- Het spel is opgenomen in het boek 1001 Video Games You Must Play Before You Die van Tony Mott.